# Esther Vergeerová
Esther Vergeerová (*18. července 1981, Woerden) je nizozemská tělesně postižená tenistka, sedminásobná paralympijská šampionka. V čele světového žebříčku je nepřetržitě od roku 1999.
Vergeerová ochrnula ve věku 8 let po nezdaru riskantní, ale obvykle úspěšné operace krevních podlitin v oblasti páteře. V průběhu rehabilitace se naučila hrát na invalidním vozíku množství sportů (např. basketbal, volejbal a tenis). V basketbalu se prosadila do nizozemské reprezentace a zúčastnila se mistrovství Evropy v roce 1997.
Prvního mezinárodního tenisového turnaje se zúčastnila v roce 1996 a o dva roky později se mu začala věnovat výhradně. V té době získala první velký úspěch vítězstvím na US Open a dostala se na post světové dvojky. Bez ztráty setu získala zlaté medaile na Letních paralympijských hrách 2000 v Sydney ve dvouhře i ve čtyřhře.
30. ledna 2003 podlehla na turnaji Sydney International poprvé po bezmála dvou letech; její přemožitelkou byla Australanka Daniela Di Torová. Poté nastartovala další sérii výher, kterou prodloužila i o paralympijské hry v Pekingu, i když tam ve finále porazila krajanku Korie Homanovou až 7:6 ve třetím setu. Bylo to její 350. vítězství v řadě.
Na paralympijských hrách 2012 v Londýně znovu vyhrála oba tituly. Ve finále dvouhry proti krajance Aniek van Kootové zaznamenala 470. vítězství v řadě. V únoru 2013 pak oznámila ukončení kariéry s tím, že pokračování by jí už nic dalšího nepřineslo.
Ze šesti nominací na ocenění pro nejlepšího zdravotně postiženého sportovce roku udělovaného při večerech cen Laureus získala dvě v letech 2002 a 2008.
Vergeerová se vyslovila pro maximální profesionalismus v paralympijském sportu. Provozuje svou nadaci na podporu zdravotně postižených sportovců.

## Tituly na grandslamových turnajích
- Australian Open: Dvouhra 9 (2002-2004, 2006-2009, 2011-2012), čtyřhra 7 (2003, 2006-2009, 2011-2012)
- Wimbledon: Čtyřhra 4 (2009-2011)
- French Open: Dvouhra 12 (1999-2002, 2005-2012), čtyřhra 8 (1999, 2002, 2005-2009, 2011-2012)
- US Open: Dvouhra 9 (1998, 2000, 2003, 2005-2007, 2009-2011), čtyřhra 10 (1998-2000, 2003, 2005-2007, 2009-2011)

Podle profilu ITF.